# Cerodontha darjeelingensis
Cerodontha darjeelingensis är en tvåvingeart som beskrevs av Singh och Ipe 1973. Cerodontha darjeelingensis ingår i släktet Cerodontha och familjen minerarflugor. Inga underarter finns listade i Catalogue of Life.